# 克利爾克里克鎮區 (印地安納州亨廷頓縣)
克利爾克里克鎮區（英語：Clear Creek Township）是位於美國印地安納州亨廷頓縣的一個行政鎮區。

## 地方資料
根據2010年美國人口普查的數據，克利爾克里克鎮區的面積為93.00平方千米，當中陸地面積為92.40平方千米，而水域面積為0.60平方千米。當地共有人口1,928人，而人口密度為每平方千米20.73人。